# 红土站
红土站，是鸦宜铁路上的一座车站。站址在湖北省宜昌市夷陵区土门乡。
现为四等站，货运：办理整车货物发到，不办理客运。归宜昌火车站管理
。

## 车站历史
建于1976年。